# (1102) Pepita
(1102) Pepita és un asteroide descobert el 5 de novembre de 1928 per Josep Comas i Solà a l'Observatori Fabra de Barcelona. La designació provisional que va rebre era 1928 VA. El seu nom li ve de Pepitu, nom d'ús familiar del mateix descobridor, passat al femení car el costum de l'època era donar noms de dona als asteroides.